# Latający Holender

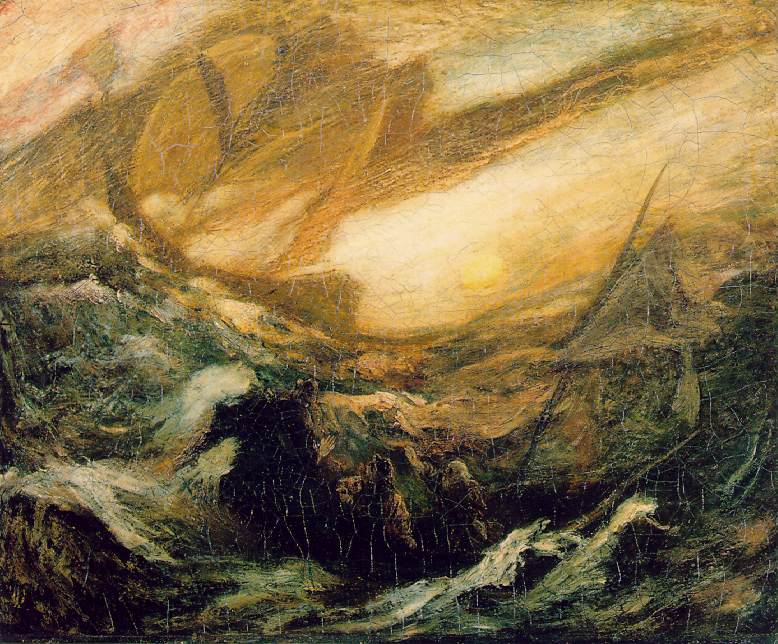
Latający Holender Alberta Pinkhama Rydera.

Latający Holender – legenda, która ma swój początek w XVII wieku, kiedy pewien statek żeglował z Amsterdamu do Batawii (obecnie Dżakarta) na Jawie. Jego kapitanem był nieustraszony i doświadczony wilk morski, Holender Hendrik Van der Decken. Legenda głosi, że Latający Holender przynosi nieszczęście, a jego widok zwiastuje śmierć. Najpełniejszą wersję legendy o Latającym Holendrze podał Frederick Marryat w powieści Okręt widmo.

## Legenda
Rejs przebiegał gładko, aż do Przylądka Dobrej Nadziei w Afryce, gdzie rozpętał się straszliwy sztorm. Na nic się zdała walka z żywiołem i wszelkie próby dalszej żeglugi, ale Van der Decken za nic miał gorące prośby marynarzy, którzy błagali go, by zatrzymał żaglowiec. Kapitan miotał obelgi, bluźnił Bogu i przysięgał, że dopłynie do Zatoki Stołowej mimo burz.
Wtem na pokładzie ukazał się niebiański przybysz, nie wiadomo – sam Bóg czy anioł pański. Van der Decken jednak nie oddał mu należnej czci i w zapamiętaniu wypalił do niego z pistoletu. W odpowiedzi gość oznajmił surowo, że kapitan i jego statek już nigdy nie zaznają spokoju. Będą żeglować po morzach przez całą wieczność, przynosząc nieszczęście wszystkim, których spotkają. Tak też się stało. Kiedy pomarli wszyscy marynarze, statek-widmo z załogą złożoną z ruchomych szkieletów nadal żeglował po morzach pod dowództwem nieśmiertelnego kapitana Van der Deckena.
Inna wersja legendy głosi, że „Latający Holender” był statkiem pirackim, który splamił się licznymi zbrodniami w czasie rejsów- jego załoga z upodobaniem mordowała i torturowała jeńców oraz gwałciła kobiety. Z tego względu jego kapitan i załoga zostali ukarani wieczną tułaczką po morzu. Po II wojnie światowej uzupełniono ją opowieścią o niemieckim krążowniku Essen – według legendy okręt ten miał na koncie liczne zatopione statki państw neutralnych, w tym statki szpitalne, rozstrzeliwanych rozbitków (w tym kobiety i dzieci). Pewnego dnia napotkał na morzu dziwny stary żaglowiec. Uważając go za zamaskowany statek aliantów, kapitan wydał rozkaz odpalenia torped.
Celna salwa torpedowa przyniosła „Latającemu Holendrowi” nie zagładę, lecz wyzwolenie. Miał on bowiem krążyć po morzach i oceanach tak długo, aż napotka okręt splamiony jeszcze większymi zbrodniami. Teraz okrętem widmem stał się „Essen”
Inna wersja legendy zamiast krążownika „Essen” podaje jednego z hitlerowskich U-Bootów.
W rzeczywistości niemiecka marynarka wojenna nigdy nie miała krążownika o tej nazwie.

## Wydarzenia i relacje świadków
Można by potraktować dzieje kapitana jako piękną i smutną legendę, która zainspirowała Richarda Wagnera do napisania słynnej opery Latający Holender z 1843 roku, gdyby nie fakt, że wiele zdrowych psychicznie osób twierdzi, iż widziało ów przeklęty statek.
Najwięcej doniesień pochodzi z Przylądka Dobrej Nadziei. W marcu 1939 roku, Helene Tydell oraz grupa około 60 urlopowiczów z Zatoki Błędnej w pobliżu Przylądka, dostrzegła Latającego Holendra, sunącego wolno po morzu w bezwietrzny dzień. Po chwili żaglowiec znikł nagle na oczach obserwatorów. We wrześniu 1942 roku pewna rodzina obserwowała go przez kwadrans z tarasu domu w Mouille Point w Kapsztadzie. Płynął w kierunku Zatoki Stołowej, pozostawiając za sobą dziwną poświatę.
Statek i jego kapitana widziała także w lutym 1857 roku załoga statku „Joseph Somers” u brzegów wyspy Tristan da Cunha na południowym Atlantyku. Wkrótce na statku Joseph Somers wybuchł pożar, w którym straciło życie wielu członków załogi. Najsłynniejsze spotkanie z Latającym Holendrem także zakończyło się nieprzewidzianą tragedią. Doszło do niego 1 lipca 1881 roku na wodach australijskich, między Melbourne i Sydney. W grupie 13 obserwatorów żaglowca był wówczas szesnastoletni książę Jerzy, który wstąpił później na tron brytyjski jako Jerzy V. Służył jako aspirant na HMS Baccante. Statek-widmo jednak zobaczył z pokładu HMS Inconstant (na który go przeniesiono, kiedy Baccante miał problemy ze sterem) i opisał to spotkanie w dzienniku pokładowym. Według księcia, Latający Holender lśnił dziwnym czerwonym blaskiem, a jego maszty, reje i żagle były dobrze widoczne. Przyszły król nie był pierwszym członkiem załogi, który wypatrzył statek. Marynarz, który twierdził, że jemu przypadł ten ponury zaszczyt, spadł z masztu następnego dnia i poniósł śmierć na miejscu.
Istnieje relacja załogi holenderskiego frachtowca „Straat Malakka”, której członkowie jakoby widzieli pięciomasztowe 'wcielenie' Latającego Holendra. Miał to być dryfujący, pozbawiony załogi bark – zob. Morze nr 1 z 1972 roku.

### Naukowcy o Latającym Holendrze
Naukowcy twierdzą, że zamiast Latającego Holendra widywano zapewne miraże prawdziwych statków, płynących w oddali. Świadkowie jednak konsekwentnie mówią o starym żaglowcu lub galeonie, który zdecydowanie różni się od współczesnych jednostek pływających i bardzo przypomina siedemnastowieczne statki holenderskie pływające do Indii Wschodnich, takie jak Latający Holender.

## Motyw Latającego Holendra w kulturze
- Dwie książki Briana Jacques’a: Castaways of the Flying Dutchman i jej sequel The Angel's Command. W tej adaptacji, kapitan przeklął Boga za niedoskonałości swego statku, w konsekwencji Anioł Pański przyniósł mu wieść o czekającej go karze.
- Okręt widmo powieść Fredericka Marryata
- Utwór Rockin' Chair grupy The Band.
- „Latający Holender” pojawia się w filmach Piraci z Karaibów: Skrzynia umarlaka i Piraci z Karaibów: Na krańcu świata oraz Piraci z Karaibów: Zemsta Salazara
- Film Pandora and the Flying Dutchman (1951) (Technicolor) z Avą Gardner i Jamesem Masonem.
- Film Josa Stellinga (De Vliegende Hollander) (1995).
- Utwór zespołu Jethro Tull z albumu Stormwatch.
- Obraz Alberta Rydera w Smithsonian American Art Museum w Waszyngtonie.
- Utwór niemieckiej grupy Von Thronstahl.
- Komiks Carla Barksa pt The Flying Dutchman.
- Komiks Romano Scarpy pt. „Okręt Widmo” (wł.Paperino e la leggenda dello „Scozzese Volante”)
- Komiks Janusza Christy z cyklu „Niezwykłe przygody Kajtka-Majtka” pt. „Latający Holender” z 1958 roku.
- „Coffee shop” w amsterdamskiej dzielnicy uciech.
- The Homeward Bounders, książka Diany Wynne Jones.
- Der fliegende Holländer – Latający Holender, opera romantyczna w trzech aktach Richarda Wagnera.
- Flying Dutch, parodia opery Wagnera, dzieło Toma Holta
- Gra zwana „Holendrem” autorstwa Amiri Baraka
- Utwór Tori Amos
- Utwór Wandy Staroniewicz „Holender”
- Jedna z atrakcji Wesołego Miasteczka Six Flags Over Georgia.
- Piłkarz holenderski Dennis Bergkamp cierpi czasami na aviofobię, z tego powodu bywa żartobliwie nazywany „nie latającym Holendrem”.
- Sławny zawodnik amerykańskiej ligi baseballa Honus Wagner był nazywany przez prasę „Latającym Holendrem”.
- Holenderski mistrz kickboxingu w formule K-1 Remy Bonjasky jest znany jako „Latający Holender” z powodu jego wysokich uderzeń kolanami.
- W grze video Alone in the Dark 2, Latający Holender to statek piracki z jednookim kapitanem i widmową załogą.
- Richard Voorhees, postać z serii sci-fi Juliana Maya(inne języki) Saga of Pliocene Exile, wybrał Latającego Holendra jako swoje nowe wcielenie i przestał występować w tym cyklu.
- Time's Fool, nowela Glynna Maxwella, przenosi akcję legendy do XX-wiecznego nocnego pociągu.
- „Latający Holender” to slogan reklamowy linii lotniczych KLM.
- Latający Holender to nazwa widmowego pirata występującego w wielu odcinkach SpongeBob Squarepants.
- Latający Holender to maskotka Hope College w Holland w stanie Michigan.
- Latający Holender to maskotka Lebanon Valley College w Annville, w stanie Pensylwania.
- Latający Holender był maskotką Hofstra University dopóki nie zastąpiono go maskotką „Pride”.
- W brytyjskiej książce dla dzieci i opartym na niej serialu Captain Pugwash występuje statek zwany „Flying Dustman” („Latające Prochy” w sensie: prochy ludzkie).
- Jedna z tras narciarskich na szczycie w Keystone Resort jest nazywana Latającym Holendrem.
- Latający Holender to ważna część twórczości scenicznej komika francuskiego De cape et de crocs.
- W noweli Larry Nivena Protector występuje rasa kosmitów Latający Holender, znanych również jako Vanderveckeni.
- „Latający Holender” to nazwa fast-foodu w Castletownbere(inne języki) w Irlandii.
- „Latający Holender” – tytuł piosenki Stanisława Staszewskiego, nagranej przez zespół Kult i umieszczonej na płycie Tata 2 z 1996 roku.
- „Latający Holender” – tytuł utworu grupy Pijani Powietrzem z płyty „Zawieszeni w czasie i przestrzeni”
- Motyw Latającego Holendra pojawił się w jednym z odcinków Scoobiego-Doo.
- „Latający Holender” – utwór śpiewany przez Bosmana Banka (Janusz Rewiński) w filmie Podróże pana Kleksa.
- Jacht klasy Latający Holender pojawił się w jednym z opowiadań o Panu Samochodziku, Zbigniewa Nienackiego pt. „Pan Samochodzik i Winnetou”.
- Latający Holender – duch pirata, postać z serialu animowanego Nickelodeon, SpongeBob Kanciastoporty. Pojawia się często w Halloween, kradnie dusze ludziom, na nieproszonych gości na jego statku rzuca klątwę i czyni z nich członków jego załogi na całą wieczność.
- Legendę o „Latającym Holendrze” zawiera wydanie z 1999 r. podręcznika języka polskiego „To Lubię!” dla klas szóstych.
- Latający Holender pojawia się w mandze i anime „One Piece” autorstwa Eiichiro Ody.
- Koncept albumu „Death Came Through a Phantom Ship” holenderskiego zespołu Carach Angren.
- Latający Holender wraz z jego kapitanem Van der Decken'em pojawia się w 526 odcinku anime One Piece.
- Motyw Latającego Holendra pojawia się w książce młodzieżowej „Książę Mgły” autorstwa Carlosa Ruiza Zafona.
- Były piłkarz Manchesteru United, potocznie zwany Latającym Holendrem.